# Platacanthoides
Platacanthoides is een geslacht van rechtvleugeligen uit de familie veldsprinkhanen (Acrididae). De wetenschappelijke naam van dit geslacht is voor het eerst geldig gepubliceerd in 1910 door Kirby.

## Soorten
Het geslacht Platacanthoides omvat de volgende soorten:
- Platacanthoides bituberculatus Uvarov, 1922
- Platacanthoides morosus Walker, 1870
- Platacanthoides reductus Dirsh, 1956